# パンジャーブFC
パンジャーブFC (Punjab Football Club)、旧名 ミネルヴァ・パンジャーブFC (Minerva Punjab F.C.) は、インドのパンジャーブ州モーハーリーを本拠地とするプロのサッカークラブ。全インドサッカー連盟 (AIFF) からライセンスを受け、トップ・リーグであるIリーグの一員としてリーグ戦に参加している。ミネルヴァ・パンジャーブFCとしてサッカークラブが結成された2013年以降、Iリーグのタイトルを1回、パンジャーブ州スーパー・フットボール・リーグのタイトルを2回とり、Iリーグ2部の準優勝も経験した。ミネルヴァ・パンジャーブFCは、2017–18シーズンにIリーグの優勝を果たした。
ミネルヴァ・パンジャーブFCから改称した現在のパンジャーブFCは、ミネルヴァ・パンジャーブFCの創設者で、経営責任者であるランジット・バジャジ (Ranjit Bajaj) と、モーハーリーを拠点とするラウンドグラス・スポーツ (RoundGlass Sports) のパートナーシップによって生まれた。パンジャーブFCは、ホームゲームをルディヤーナーのグル・ナーナク・スタジアムで開催している。2019年10月30日、クラブはパンジャーブ・フットボール・クラブへの改称を発表し、2019–20シーズンをパンジャーブFCとして迎えることとなった。

## 歴史

### ミネルヴァ・パンジャーブFCとして
このチームは、2005年に、サッカーとクリケットのクラブであるミネルヴァ・アカデミーとして発足した。このチームは、全国レベルのリーグであるIリーグ2部に、リーグ発足当初から参加し、トーナメント戦では準優勝を果たした。決勝では、前身のナショナル・フットボール・リーグ以来通算5回Iリーグで優勝しているデンポSCに敗れた。2部で印象的な活躍を見せたこのチームは、Iリーグに昇格した。最初のシーズンとなった2016-17シーズンには、下から2番目の順位だった。2016年のデュランド・カップ(2016 Durand Cup) にも参加した。結果は、グループ・ステージ敗退に終わり、準決勝へ進めなかった。
翌年の2017-18シーズン、誰もが驚いたことに、彼らはリーグ初優勝を果たした。北インドのチームとしては、1996-1997シーズンにナショナル・フットボール・リーグの初代チャンピオンとなったJCT FC以来、久々の優勝であった。このタイトル獲得によって、チームは初めてアジア・レベルの試合に出場できることになった。チームは、AFCカップ2019のグループ・ステージに、インディアン・スーパーリーグのチェンナイインFCとともに参加し、また、AFCチャンピオンズリーグ2019の予選2回戦にも参加した。しかし、AFCチャンピオンズリーグ2019の予選2回戦ではイランのサイパFCに敗れ、その先へ進むことはできなかった。一方、AFCカップでは、5戦連続引き分けの後、アバハニ・リミテッド・ダッカに敗れた。ミネルヴァは、2018年のスーパー・カップにも参加したが、ジャムシェードプルFCに対して PK戦 4-5 で敗れた。
2018-19シーズンのIリーグでは、20戦のうち4勝を挙げ、リーグ9位となった。シーズン終盤の2019年2月19日にシュリーナガルでの開催が予定されていたレアル・カシミールFCとのアウェイ・ゲームの際、ミネルヴァ・パンジャーブFCは、プルワマ襲撃事件後、外国人選手たちがそれぞれの出身国の大使館から移動自粛を求められたことを理由にチーム全体がシュリーナガルへの移動を拒んだため、この試合は放棄試合 (walkover) とされ、レアル・カシミールFCに勝ち点3が与えられた。
2019年のスーパー・カップでは、トーナメント予選の出場チームに認定されたが、インドのサッカーの将来におけるIリーグ所属チームの位置付けが不確実なものとなっていることへの抗議の一環として、試合を放棄した。このため、チームは2019年のデュランド・カップにも招かれなかったが、これはパンジャブFCにとっては失望を呼ぶものであった。

### パンジャーブFCとして
2019年10月30日、ラウンドグラス・スポーツとのパートナーシップ協定が結ばれた後、クラブのパンジャーブ・フットボール・クラブへの改称と、各年代ごとのチームもトップ・チームも同様に改称されることが発表された。

## スタジアム
チームの試合は、ハリヤーナー州パンチクラのタウ・デヴィ・ラル・スタジアムでおこなわれるが、このスタジアムの収容人員は 12,000人である。このスタジアムはアジアサッカー連盟 (AFC) のスタジアム規則に基づいてAFCの試合を開催する基準を満たすことができない。このため、クラブはアジア・レベルの試合を開催するために、他の場所に本拠地を移さなければならない。AFCカップ2019のグループステージでは、ホームゲームのうち2試合をグワーハーティーのインディラ・ガンディー陸上競技場で、1試合をブバネーシュワルのカリンガ・スタジアムで戦った。